# Adolphe Ganot
Adolphe Ganot, né Pierre Binjamin Adolphe Ganot à Rochefort le 2 mai 1804 et mort à Paris le 10 décembre 1887, est l'auteur de deux manuels, le Traité élémentaire de physique expérimentale et appliquée et le Cours de Physique purement expérimentale, qui furent très utilisés durant la seconde moitié du XIXe siècle et les premières décennies du XXe siècle dans l'enseignement de la physique tant en France qu'à l'étranger.
La première édition est apparue en 1851, et la dix-huitième en 1882. Jusqu'en 1882, Ganot éditait lui-même ces ouvrages. En 1882, il céda les droits à Hachette qui continua la publication jusqu'en 1931. Les ouvrages de Ganot ont été traduits dans de nombreuses langues, en particulier en anglais, en allemand, en espagnol, en hollandais et en russe,,,. Les physiciens Albert Abraham Michelson, Robert Millikan et Emilio Gino Segrè, l'ingénieur Arthur Krebs ont étudié dans les ouvrages de Ganot.